# Himawari (vệ tinh)

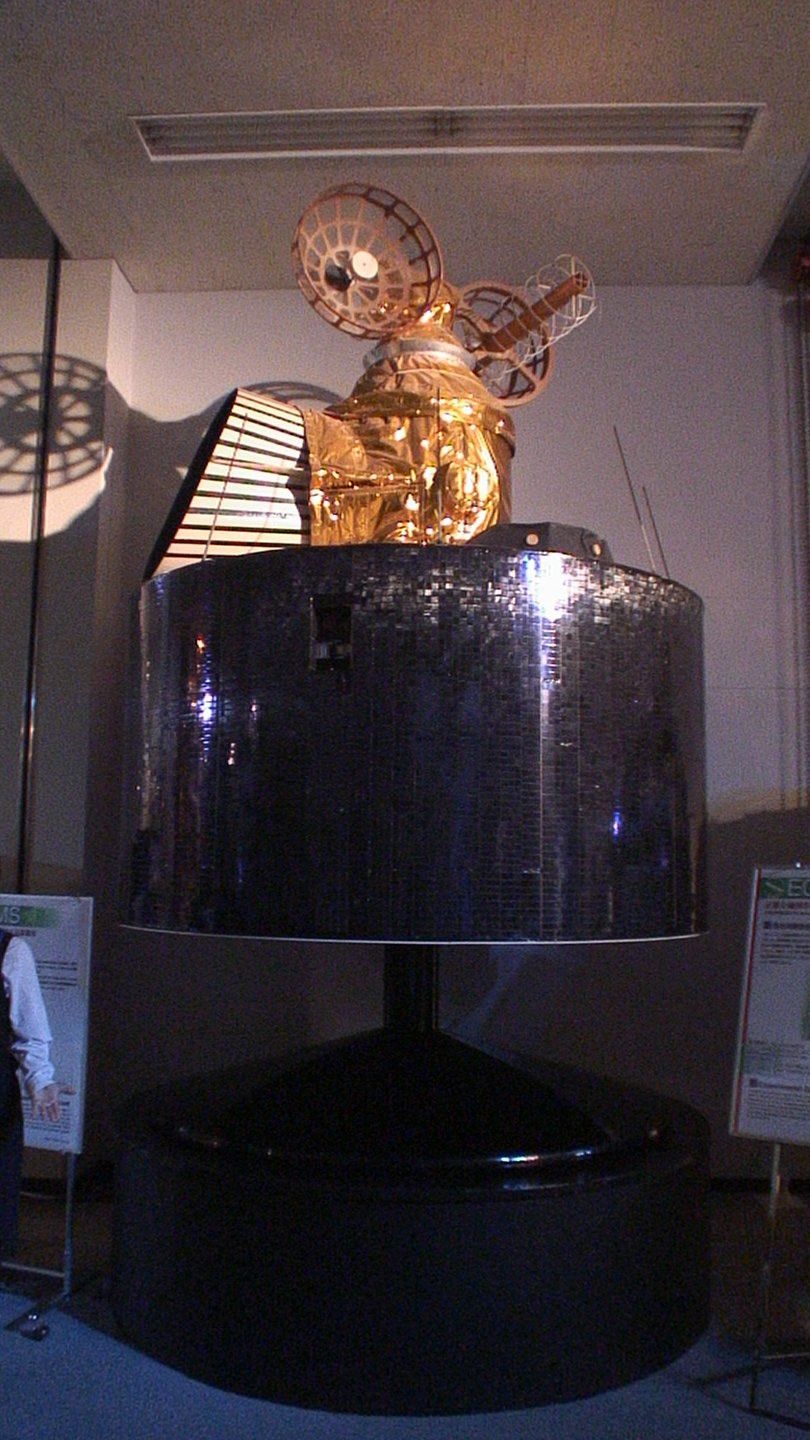
GMS, thế hệ đầu tiên của Himawari

Các vệ tinh địa tĩnh Himawari (ひまわり  “hoa hướng dương”), được điều hành bởi Cơ quan Khí tượng Nhật Bản (JMA), hỗ trợ ddự báo thời tiết, bão nhiệt đới theo dõi và nghiên cứu khí tượng học. Hầu hết các cơ quan khí tượng ở Đông Á, Đông Nam Á, Úc và New Zealand sử dụng các vệ tinh cho các hoạt động dự báo và theo dõi thời tiết của riêng họ.
Ban đầu cũng được đặt tên là vệ tinh khí tượng địa tĩnh (GMS),
Ban đầu còn được đặt tên là Vệ tinh Khí tượng Địa tĩnh (GMS), kể từ khi ra mắt GMS-1 (Himawari 1) vào năm 1977, đã có ba thế hệ, bao gồm GMS, MTSAT và Himawari 8/9. Các vệ tinh Himawari 8/9 hiện đang có sẵn để sử dụng hoạt động.
Nó đã được tiết lộ rằng vệ tinh Himawari có thể chụp được vụ nổ Thiên Tân vào năm 2015.